# Жанна Д'арк (фільм, 1900)
«Жанна д'Арк» (фр. Jeanne d'Arc) — французький німий фільм режисера Жоржа Мельєса, заснований на житії Жанни д'Арк.

## Сюжет
У селі Домремі, молоду Жанну відвідує архангел Михаїл, свята Катерина і свята Марина, які вмовляють її боротися за свою країну. Її батько Жак д'Арк, мати Ізабель Роме і дядько благають її залишитися вдома, але вона залишає їх і вирушає в Вокулер, де вона зустрічається з губернатором, капітаном Робертом де Баудрікортом. Баудрікорт спочатку зневажає ідеали Жанни, але зрештою її завзяття перемагає і він дає їй вести французьких солдатів. Жанна зі своєю армією тріумфально входить в Орлеан, а потім великий натовп в Реймському соборі вінчає короля Франції Карла VII.
При облозі Комп'єна Жанна взята в полон, в той час як її армія намагається штурмувати замок. У в'язниці Жанна знову бачить свій сон. При допиті Жанна відмовляється підписати зізнання у єресі, і її засуджують до спалення. У Руані на ринку, Жанну спалюють на багатті. У фінальній сцені, Жанна піднімається на небо, де вона зустрічає Бога і святих.

## У ролях
- Жорж Мельєс
- Жанна д'Альсі
- Блюет Бернон